# Cañamares (kommunhuvudort)
Cañamares är en kommunhuvudort i Spanien.   Den ligger i provinsen Provincia de Cuenca och regionen Kastilien-La Mancha, i den centrala delen av landet, 120 km öster om huvudstaden Madrid. Cañamares ligger 888 meter över havet och antalet invånare är 623.
Terrängen runt Cañamares är huvudsakligen kuperad, men den allra närmaste omgivningen är platt.  Trakten runt Cañamares är nära nog obefolkad, med mindre än två invånare per kvadratkilometer. Närmaste större samhälle är Priego, 6,3 km väster om Cañamares. 